# SAY-LA
SAY-LA（セイラ）は、日本の女性アイドルグループ。I-GET所属。2014年12月21日に結成され、2016年11月22日にCDデビュー。2021年6月にはEXシアター六本木でのワンマンライブを行った。

## 概要
- 「3000年に一度の正統派アイドル」をキャッチフレーズに活動[3]。
- 東京を拠点に日本全国、アジア諸国でもライブ活動を展開[2]。
- 2ndシングル『3000年に一度のハピネス』[4]3rdシングル『YES,肯定ペンギン』[5]と2作連続でオリコンデイリー1位、ウィークリー3位を獲得する。さらに5thシングル『感情リバーシブル』がオリコンインディーズ1位、8thシングル『青春イグノランス』9thシングル『星空シャンデリア』でもオリコンデイリー1位を獲得する。
- プロレスや格闘技、ヴィジュアル系バンドやアイドル等の衣装製作を手掛けるNAOKIと、ロックバンドACMAやBLLY AND THE SLUTSで活動する石谷光の両名を総合プロデューサーとし[6]、清楚さと清涼感ある楽曲と水色を基調とした多彩な衣装が特徴。
- 姉妹グループにはREADY TO KISS、HOT DOG CAT(休止)、Qnto syrup(休止)、Venus Parfait、Vui Vui(休止)があり、全グループの候補生ユニットとしてBABY TO KISSがある。
- また事務所の提携によりタイのアイドルグループSiam☆Dreamも姉妹グループとなっていた。

## メンバー
プロフィール順に表記。

### 現メンバー
| 名前                        | ニックネーム | 生年月日               | 血液型 | 出身地   | 加入日         | メンバーカラー | 備考                                                                          |
| --------------------------- | ------------ | ---------------------- | ------ | -------- | -------------- | -------------- | ----------------------------------------------------------------------------- |
| 咲山 しほ (さやま しほ)     | しおまる     | 1994年7月25日（31歳）  | A型    | 埼玉県   | 2018年10月21日 | オレンジ       | 2代目リーダー 元メチャハイ♡                                                   |
| 小椋 妃奈乃 (おぐら ひなの) | ひなち       | 1997年10月28日（27歳） | A型    | 埼玉県   | 2021年1月4日   | 青             |                                                                               |
| 椎名 ここ (しいな ここ)     | しなここ     | 1998年4月22日（27歳）  | O型    | 大阪府   | 2021年12月1日  | 黄             |                                                                               |
| わらび (わらび)             | らびちゃん   | 1995年6月8日（30歳）   | O型    | 神奈川県 | 2023年7月12日  | ミントグリーン | 2024年1月20日まで、「長谷川あき」として活動 元迷愛へるぷ！ 元＆シンフィニティ |
| 花園 あき (はなぞの あき)   | あきまる     | 1998年8月15日（26歳）  | A型    | 香港     | 2023年10月14日 | 赤             | 元Night Palette                                                               |
| 神崎セナ (かんざき せな)    | セナちゃん   | 2000年12月15日（24歳） | AB型   | 兵庫県   | 2024年9月3日   | ピンク         |                                                                               |
| とわん (とわん）            | とわにゃ     | 2000年11月25日（24歳） | B型    | 茨城県   | 2024年9月3日   | 水色           | 元Hi-Fi GIRLs PROJECT                                                         |

### 過去のメンバー

#### 卒業・脱退メンバーの一覧
| 名前                          | ニックネーム      | 生年月日               | 血液型 | 出身地   | メンバーカラー | 加入日         | 卒業・脱退日   | 備考 |
| ----------------------------- | ----------------- | ---------------------- | ------ | -------- | -------------- | -------------- | -------------- | --- |
| 森川 夕衣 (もりかわ ゆい)     |                   |                        |        |          |                | 2014年12月21日 | 2015年4月5日   | |
| 山本 新奈 (やまもと にな)     |                   |                        |        |          |                | 2014年12月21日 | 2015年4月5日   | |
| 春野絵里 (はるの えり)        |                   |                        |        |          |                | 2015年1月      | 2015年9月24日  | 後に夢見照うたとしてAVデビュー                                                                                                   |
| 大下 奈央 (おおした なお)     |                   |                        |        |          |                | 2015年8月25日  | 2015年11月29日 | |
| 岡村 美緒 (おかむら みお)     |                   |                        |        |          |                | 2015年1月      | 2016年3月29日  | 後にHOT HEAT HEAT GIRLS→Bijou Berryに                                                                                            |
| 椎名 杏実 (しいな あみ)       |                   |                        |        |          |                | 2015年4月12日  | 2016年3月29日  | 元川崎純情小町☆ 後にHOT HEAT HEAT GIRLS→Bijou Berryに                                                                            |
| 清川 麗奈 (きよかわ れいな)   | 清川さん          | 1995年11月4日（29歳）  | O型    | 鹿児島県 | お豆腐色       | 2015年4月12日  | 2016年3月31日  | READY TO KISSに移籍 |
| 白石 りか (しらいし りか)     | りーり            | 1995年6月13日（30歳）  | A型    | 東京都   | 黄色           | 2014年12月21日 | 2017年7月30日  | 元放課後プリンセス 後にやるっきゃガールズ→メリーメリーファンファーレ 花咲りか→シンメトリカルノ箒星 しらいしりか→JEWEL 白石りかに |
| 西野 葵 (にしの あおい)       | あおいてゃん      | 1999年5月5日（26歳）   | AB型   | 神奈川県 | 水色           | 2016年4月23日  | 2017年9月3日   | 元ブルーフォレスト |
| 東江 ひかり (あがりえ ひかり) | あがりぃ          | 1989年8月17日（35歳）  | AB型   | 大分県   | 紫             | 2015年9月21日  | 2018年1月7日   | 元ヤンチャン学園音楽部 |
| 大咲 れいな (おおさろ れいな) | れぃれぃ          | 1997年9月15日（27歳）  | O型    | 山梨県   | 緑             | 2017年10月29日 | 2018年3月3日   | |
| 吉永 みいな (よしなが みいな) | みーみ            | 1997年5月21日（28歳）  | O型    | 東京都   | 青             | 2017年12月1日  | 2019年2月21日  | |
| 森咲 のどか (もりさき のどか) | のどか のんちゃん | 1996年2月27日（29歳）  | A型    | 兵庫県   | 緑             | 2018年3月4日   | 2019年2月21日  | 元ヤンチャン学園音楽部 |
| 天原 瑠理 (あまはら るり)     | るりちゃん        | 1995年6月26日（30歳）  | O型    | 千葉県   | 白             | 2016年8月30日  | 2020年2月20日  | 元ゆるっと革命団 |
| 清水 亜夢 (しみず あむ)       | あむむ            | 1998年7月21日（27歳）  | B型    | 京都府   | 黄色           | 2018年10月21日 | 2020年2月20日  | |
| 森 のんの (もり のんの)       | のんちゃん        | 1995年4月26日（30歳）  | B型    | 神奈川県 | キラキラピンク | 2015年3月17日  | 2020年9月27日  | 元ヤンチャン学園音楽部 |
| 加藤 まい (かとう まい)       | まいまい          | 1997年8月28日（27歳）  | B型    | 山口県   | 黄色           | 2020年6月11日  | 2021年11月28日 | |
| 七聖 真祐 (ななせ まゆ)       | まゆちゃん        | 1995年6月20日（30歳）  | B型    | 神奈川県 | 白             | 2020年6月11日  | 2022年9月4日   | |
| 星奈 さな (ほしな さな)       | さなちゃん        | 2003年8月29日（21歳）  | A型    | 千葉県   | 緑             | 2020年3月13日  | 2023年9月15日  | |
| 藤沢 泉美 (ふじさわ いずみ)   | いずみん          | 1994年12月20日（30歳） | B型    | 東京都   | 赤             | 2016年4月23日  | 2024年1月16日  | 初代リーダー |
| ももち もも (ももち もも)     | ももちゃむ        | 1998年6月30日（27歳）  | A型    | 長崎県   | ピンク         | 2021年1月4日   | 2024年4月4日   | 元エルフロート モモ |
| 沙藤 まなか (さとう まなか)   | もんちゃん        | 1993年6月19日（32歳）  | Ｏ型   | 東京都   | むらさき       | 2018年10月21日 | 2024年11月3日  | HOT DOG CATより移籍 |
| 桜未奈星 (さくら みなせ)      | みちゃ            |                        |        |          |                | 2024年9月3日   | 2024年11月4日  | |
| 真白みゆり (ましろみゆり）    | みいちゃん        |                        |        |          |                | 2024年11月9日  | 2024年12月26日 | |

### リーダー
| 代 | リーダー | 期間                          | 日数   |
| -- | -------- | ----------------------------- | ------ |
| 1  | 藤沢泉美 | 2018年1月11日 - 2024年1月16日 | 2196日 |
| 2  | 咲山しほ | 2024年1月20日 -               | 継続中 |

## グループ編成
| 日時           | メンバー                                       | 増減 | 人数 | 発売作品                                 |
| -------------- | ---------------------------------------------- | ---- | ---- | ---------------------------------------- |
| 2014年12月21日 | 白石りか・森川夕衣・山本新奈                   |      | 3人  |                                          |
| 2015年1月      | 春野絵里・岡村美緒 加入                        | ＋2  | 5人  |                                          |
| 2015年3月3日   | 森のんの 加入発表                              | ＋1  | 6人  |                                          |
| 2015年4月5日   | 森川夕衣・山本新奈 第2期SAY-LAの活動には不参加 | －2  | 4人  |                                          |
| 2015年4月12日  | 椎名杏実・清川麗奈 加入                        | ＋2  | 6人  |                                          |
| 2015年8月25日  | 大下奈央 お披露目                              | ＋1  | 7人  |                                          |
| 2015年9月10日  | 東江ひかり 加入発表                            | ＋1  | 8人  |                                          |
| 2015年9月24日  | 春野絵里 解雇                                  | －1  | 7人  |                                          |
| 2015年11月29日 | 大下奈央 脱退                                  | －1  | 6人  |                                          |
| 2016年3月29日  | 岡村美緒・椎名杏実 卒業                        | －1  | 4人  |                                          |
| 2016年3月31日  | 清川麗奈 卒業                                  | －1  | 3人  |                                          |
| 2016年3月31日  | 西野葵・藤沢泉美 加入発表                      | ＋2  | 5人  |                                          |
| 2016年8月30日  | 天原瑠理 加入                                  | ＋1  | 6人  | 『こじらせ片想い』                       |
| 2017年7月30日  | 白石りか 卒業                                  | －1  | 5人  |                                          |
| 2017年9月3日   | 西野葵 卒業                                    | －1  | 4人  |                                          |
| 2017年10月29日 | 大咲れいな お披露目                            | ＋1  | 5人  |                                          |
| 2017年12月1日  | 吉永みいな お披露目                            | ＋1  | 6人  | 『3000年に一度のハピネス』               |
| 2018年1月7日   | 東江ひかり 卒業                                | －1  | 5人  |                                          |
| 2018年3月3日   | 大咲れいな 脱退                                | －1  | 4人  |                                          |
| 2018年3月4日   | 森咲のどか お披露目                            | ＋1  | 5人  |                                          |
| 2018年10月21日 | 沙藤まなか・清水亜夢・咲山しほ お披露目        | ＋3  | 8人  | 『YES, 肯定ペンギン』                    |
| 2019年2月21日  | 吉永みいな・森咲のどか 脱退                    | －2  | 6人  | 『正統派の夏が来る』                     |
| 2020年2月20日  | 天原瑠理 卒業、清水亜夢 脱退                   | －2  | 4人  |                                          |
| 2020年3月13日  | 星奈さな お披露目                              | ＋1  | 5人  |                                          |
| 2020年6月11日  | 七聖真祐・加藤まいが お披露目                  | ＋2  | 7人  | 『感情リバーシブル』                     |
| 2020年9月27日  | 森のんの 卒業                                  | －1  | 6人  |                                          |
| 2021年1月4日   | 小椋妃奈乃・ももちもも 加入                    | ＋2  | 8人  | 『水色ラフレシア』                       |
| 2021年11月28日 | 加藤まい 脱退                                  | －1  | 7人  |                                          |
| 2021年12月1日  | 椎名ここ 加入                                  | ＋1  | 8人  |                                          |
| 2022年9月4日   | 七聖真祐 卒業                                  | －1  | 7人  | 『運命マグネット』                       |
| 2023年7月12日  | 長谷川あき 加入                                | ＋1  | 8人  |                                          |
| 2023年9月15日  | 星奈さな 卒業                                  | －1  | 7人  |                                          |
| 2023年10月14日 | 花園あき 加入                                  | ＋1  | 8人  | 『青春イグノランス』                     |
| 2024年1月16日  | 藤沢泉美 卒業                                  | －1  | 7人  | 『GET THE VALENTINE』 （SAY-LA VERSION） |
| 2024年4月4日   | ももちもも 卒業                                | －1  | 6人  | 『RISTORANTE』                           |
| 2024年9月3日   | 神崎セナ・桜未奈星・とわん 加入                | ＋3  | 9人  |                                          |
| 2024年11月3日  | 沙藤まなか 卒業                                | －1  | 8人  |                                          |
| 2024年11月4日  | 桜未奈星 脱退                                  | －1  | 7人  |                                          |
| 2024年11月9日  | 真白みゆり 加入                                | ＋1  | 8人  |                                          |

1. ↑  星奈さなは不参加。

## 経歴

### 2014年 - 2016年：結成、第1期活動、第2期始動

#### 第1期
2014年12月21日、『Girl's Bomb!!～今年もありがとうございました！年末大大感謝スペシャル～』(新木場STUDIO COAST)にて白石りか・森川夕衣・山本新奈の3名でデビュー。
- 放課後プリンセスの運営を他に移譲したのち、READY TO KISSを立ち上げたプロデューサーNAOKIがそれらのノウハウを生かそうと、当時放課後プリンセスを卒業しアイドル活動を休止していた白石りかを迎え、新たに立ち上げた[20][21]。

2015年1月、春野絵里・岡村美緒を加入。
3月3日、森のんの加入を発表。3月17日、TwinBox AKIHABARAの対バンライブにてお披露目を行われた。
4月5日、池袋WHITE BASEにて『第1期SAY-LA活動終了LIVE』開催。第1期活動終了にあたり森川夕衣、山本新奈の2名は第2期SAY-LAの活動には参加しないことを発表。

#### 第2期
2015年4月12日、TwinBox AKIHABARAにて開催された『GIRLS MUSIC SQUARE 1部』第2期始動LIVE、新メンバーとして椎名杏実、清川麗奈が加入。
7月20日、『SEKIGAHARA IDOL WARS 2015 〜関ケ原唄姫合戦〜』(岐阜県関ケ原町・桃配運動公園)予戦会にて一位を獲得し、徳川（メイン）ステージに立った。
8月18日、大下奈央、彩川さやな加入を発表。8月25日、大下奈央お披露目。彩川さやなは諸事情により活動延期、2016年4月大川彩菜としてREADY TO KISSに加入。
9月10日、東江ひかりの加入を発表。9月21日、東京キネマ倶楽部の対バンにて、東江ひかりお披露目。
9月24日、重大なﾙｰﾙ違反を犯しため、春野絵里を解雇。
11月29日、大下奈央は諸事情により脱退。
12月26日、TwinBox AKIHABARAにて『SAY-LA 1stワンマンライブ』開催。2016年3月にDVD発売。
2016年3月2日、岡村美緒、椎名杏実、3月いっぱいで卒業を発表。3月29日、TwinBox AKIHABARAの対バンにてラストライブを持って卒業。
3月21日、『READY TO KISS ワンマンLIVE「Hello Goodbye」』(渋谷 TSUTAYA O-EAST)にて清川麗奈が卒業しREADY TO KISSへの移籍を発表。3月31日、『Girl’s Bomb!!~春の大祭典～』(赤坂BLITZ)にて清川麗奈卒業。同日、西野葵、藤沢泉美の加入を発表。4月23日、『TOKYO IDOL WARS 2016 ～群雄割拠～』（新木場STUDIO COAST）にてお披露目。
8月15日・16日、初海外・台湾へ遠征。
8月30日、『SAY-LAワンマンLIVE、デカ箱でやっちゃいます！』(新宿BLAZE)にて天原瑠理サプライズ加入。1st シングル『こじらせ片想い』を11月22日にリリースすることを発表。

### 2016年 - 2019年：公式サイト公開、初シングル発売、海外遠征
2016年10月19日、SAY-LA OFFICIAL SITE公開、SAY-LA公式SHOWROOMチャンネル開設及び第一回配信。下北ＦＭ『「こじらせ片想い」発売記念☆特番』放送。
11月4日、『真夜中のヒロインかよ！』(ユナイテッド・シネマ豊洲)スイカ記念日(東江・藤沢・天原)出演。
11月22日、1st シングル『こじらせ片想い』発売。11月21日～12月4日、渋谷街頭ビジョン7か所およびタワーレコード渋谷店内放送にて『こじらせ片想い』のミュージックビデオがオンエア、全国ファミリーマート店内で放送開始。11月28日、収録楽曲全5曲音楽配信サイトにて全世界配信開始。12月3日、全国のJOYSOUND MAX・JOYSOUND f1で『こじらせ片想い』のMVカラオケ配信スタート。11月27日、『SAY-LA 1st シングル「こじらせ片想い」リリース記念無料ワンマン』(新宿BLAZE)開催。
12月20日、『SAY-LA 2周年記念主催イベント』 (TSUTAYA O-EAST)
2017年2月10日～12日、『Tokyo Crazy Kawaii×Girl'sBomb!!(JAPAN EXPO THAILAND 2017)』(バンコクセントラルワールド)を参加。タイ遠征。以降、2018年～2020年、2022年、2023年が開催されたJAPAN EXPO THAILANDにも参加。
3月26日、『BABY TO KISS お披露目会』(渋谷RUIDO K2)、候補生ユニットBABY TO KISSが活動を開始する。
6月23日～26日 、『IDOL FEVER LIVE 2017vol.4 in上海』を参加。上海遠征。
7月9日、白石りかは7月30日に開催され『白石りか卒業公演』(池袋RUIDO K3)をもって卒業を発表。
7月19日、ライブDVD『こじらせ記念日』リリース。
8月12日、西野葵は9月3日に開催され『IDOL GALAXY vol.2』(恵比寿リキッドルーム)をもって卒業を発表。
10月22日、『SAY-LA & BABY TO KISS新メンバー発表速報緊急2マン』(渋谷RUIDO K2)公演で大咲れいなおよびもう1名がBABY TO KISSより昇格することを発表。10月29日、『SAY-LA 3rdワンマンI-GET秋のワンマンまつり2017「新体制ワンマン〜初恋記念日〜」 』(渋谷CLUB QUATTRO)公演で大咲れいなお披露目。同時に2ndシングル『3000年に一度のハピネス』を2018年1月2日にリリースすることを発表。
12月1日、前事務所との契約の関係で活動休止だった吉永みいながお披露目。
12月9日、『SAY-LA & BABY TO KISS 重大発表のある緊急2マン』(池袋RUIDO K3)公演で、東江ひかり2018年1月7日の『東江ひかり卒業ワンマン』(渋谷WWW-X)をもって卒業を発表。
2018年1月2日、2ndシングル『3000年に一度のハピネス』リリース。1月8日、収録楽曲4曲音楽配信サイトにて全世界配信開始。グループ初のオリコンデイリーチャート1位、オリコンウィークリーチャート3位を獲得。
1月11日、渋谷O-EASTのライブにて藤沢はリーダー就任を発表。
2月24日、『I-GET組閣祭り』(池袋RUIDO K3)にて大咲れいなが方向性の違いの原因で、3月3日をもってSAY-LAを脱退、3月19日以降BABY TO KISSとして活動することを発表。BABY TO KISS森咲のどかがSAY-LAに昇格することを発表。3月4日、『SP2 アイドルカレーライブ』(浅草ゆめまち劇場)にてお披露目。
4月13日～15日、『I-GET祭 in 香港』READY TO KISS、HOT DOG CATと合同で初の香港遠征。4月28日～30日、合同名古屋・大阪遠征。5月25日～27日、福岡遠征。
6月1日、『レコチョクpresents SAY-LA渋谷クラブクアトロ単独公演 supported by WIZY』(渋谷CLUB QUATTRO)開催。本公演のライブ映像及びドキュメンタリームービーのDVD化および劇場公開と舞台挨拶を発表。9月13日に『レコチョクpresents SAY-LA渋谷TSUTAYA O-EAST単独公演 supported by WIZY』開催を発表。
6月15日、1st写真集『四年目の再始動 -FROM SHIBUYA-』発売。
6月24日、『SAY-LA名古屋単独公演』(VERSUS東海ホール)を開催。
7月10日、TIF2018出場をかけたSHOWROOMイベント『Road to TIF2018』本戦出演辞退を表明。
8月24日～27日、『Touch The Japan2018』(台北世界貿易中心)参加。台湾遠征。
9月12日、DVD『Live movie2018.6.1「胸熱渋谷クラブクアトロ単独公演」』、DVD『ドキュメンタリームービー序章「BELIEVE」』を同時発売。『SAY-LAドキュメンタリーDVD、ワンマンライブDVDの先行上映会・舞台挨拶』は東名阪3箇所開催。
9月13日、『レコチョク presents SAY-LA 渋谷TSUTAYA O-EAST 単独公演 supported by WIZY』(渋谷TSUTAYA O-EAST)公演で新曲『YES, 肯定ペンギン』および新衣装（初期衣装のリニューアル）をお披露目。2019年1月1日に新曲リリースおよび同日にワンマンライブ開催を発表。BABY TO KISSから一ノ瀬亜夢、咲山しほの昇格、HOT DOG CATより沙藤まなかの移籍を発表。10月より8人体制で活動。
10月16日、一ノ瀬亜夢、SAY-LAへの昇格を機会に清水亜夢に改名することを発表。10月21日、『 Witch Live HALLOWEEN 2018 @ 川崎CLUB CITTA'～あわてんぼうの大ハロウィン祭～ 』(川崎CLUB CITTA’)にて8人体制お披露目。
11月2日～4日、福岡3Days☆フェス＆サーキットを参加。福岡遠征。11月23日・24日、新潟遠征。
12月24日～12月31日、ワンマンおよびシングルリリースの告知のため初となるSAY-LAアドトラックを渋谷周辺に展開。
2019年1月1日、3rdシングル『YES, 肯定ペンギン』リリース。2018年12月31日付オリコンデイリーチャートで1位獲得。2019年1月14日付オリコン週間シングルランキング3位獲得。
1月19日、吉永みいな脱退を発表。2月1日、森咲のどか脱退を発表。2月21日に開催され『IDOL CONTENTEXPO 2DAYS SPECIAL!!!後編』(新宿BLAZE)にて吉永みいな、森咲のどかの最終ステージを持って脱退。
2月15日～17日、香港遠征。2月17日に『SAY-LA ワンマンライブ in Hong Kong』(MOM LiveHouse)を開催。
4月3日、『レコチョクpresents SAY-LA渋谷WWWXワンマン supported by WIZY『hei SAY-LAst spring one man live』』(渋谷WWWX)を開催。夏にニューシングルリリースを発表。7月2日、『duo SUPER LIVE 2019 vol.14』(渋谷duo MUSIC EXCHANGE)にて新曲『正統派の夏が来る』お披露目
7月12日～14日、『SAY-LA 1st one-man live in Bangkok』(Kbank siam pic-ganesha)を開催。タイ遠征
8月27日、4thシングル『正統派の夏が来る』リリース。8月26日付オリコンデイリーチャート2位獲得。9月9日付オリコン週間シングルランキング8位獲得。TBS音楽番組『CDTV』番組放送内でレコチョクCMがオンエア。
9月11日、天原瑠理は喉の手術・治療のため10月中休演が発表。11月2日に復帰。
10月13日、『TOKYO I-GET FESTIVAL 2019』(新宿BLAZE)公演で12月6日～8日I-GET全グループでの台湾遠征を発表。

### 2020年 - 2024年：「コロナ禍」、EXシアター六本木でワンマンライブ
2020年1月2日、渋谷TSUTAYA O-EASTにてワンマンライブ『レコチョク presents SAY-LA new year one man 2020 supported by WIZY』を開催。SAY-LA新メンバー募集オーディション合格者としてBABY TO KISS現メンバー3名と新たに入る6名がお披露目。
1月28日、天原瑠理卒業、清水亜夢脱退を発表。2月20日に開催され『IDOL CONTENT EXPO@新宿BLAZE Vol.93～天からの清き正統派アイドル達～』(新宿BLAZE)公演はラストライブ。
2月12日、3月29日池袋harevutaiにてワンマンライブ開催決定を発表したが、3月5日に新型コロナウィルスの感染拡大の影響によりいったん延期となる。3月27日、振替公演の中止発表。
2月19日、『SAY-LA不定期公演』(渋谷RUIDO K2)にて新メンバーとしてBABY TO KISSから星奈さな昇格を発表。3月13日、『 IDOL CONTENT EXPO @TSUTAYA O-EAST ～Keep Smiling Live～ 』(TSUTAYA O-EAST)にてお披露目。
6月11日、『SAY-LA & BABY TO KISS 現体制ラスト無観客公演配信＊重大発表あり』を配信。BABY TO KISSより七聖真祐、加藤まいが昇格し加入。8月18日新体制第1弾となる5thシングル『感情リバーシブル』リリース。森のんの卒業発表。5thシングルのリリイベまでは活動。
8月6日、フジテレビ系音楽情報番組『Tune』8月度マンスリーゲストで4週に渡って出演。
8月18日、5thシングル『感情リバーシブル』リリース。8月17日付オリコンデイリーチャートで2位獲得。8月31日付オリコン週間シングルランキングに8位獲得。
9月4日、『I-GET祭 重大発表SP＠新宿BLAZE』(新宿BLAZE)開催。コロナの影響で延期、中止となっていたワンマンライブのリベンジ公演10月29日渋谷WWWにて開催を発表。藤沢泉美のそっくりさんイズスイがいるハロプロのカバーユニット『スイカ記念日』に、READY TO KISSの清川麗奈のそっくりさんキヨスイと、新グループの月見玲花のそっくりさんツキスイが加入。タイのSiamdolとI-GETが提携。Siam☆Dreamが姉妹グループとなる
9月27日、『I-GET祭＠品川ザ・グランドホール森のんの卒業SP』(品川ザ・グランドホール)公演をもって、森のんのを卒業。
10月5日～11日、『アイトピックス』にてSAY-LA特集
10月29日、『SAY-LA autumn oneman 2020』(渋谷WWW)公演で2021年1月4日渋谷O-EASTにてワンマンライブ開催を発表。2021年2月にライブDVD-BOX発売を発表。
10月30日、星奈さなは体調不良のため当面休養となる。
2021年1月4日、『レコチョクpresents『SAY-LA NEW YEAR ONE MAN LIVE 2021』supported by WIZY』(TSUTAYA O-EAST)公演でBABY TO KISSから小椋妃奈乃、ももの2名が昇格し新メンバーとして加入。お披露目と同時にステージデビューする。もも、これを期に名前をももち ももとする。星奈さなは復帰を目指し引き続き休養。
1月10日、1月8日に発覚したREADY TO KISS弓川いち華新型コロナウィルス感染を受けて、事務所所属全グループのライブ等イベント参加を1月22日まで自粛する事を発表。1月17日、保健所からの指導も終え19日White Castleの営業、 23日からライブ活動の再開を発表。
3月10日、『青山RizM I-GET2マンシリーズ「SAY-LA vs Qnto syrup」』(青山RizM)公演で6月18日EX THEATER ROPPONGIにてワンマンライブ決定。
4月8日、HOTDOG CATメンバーの新型コロナ感染に伴い咲山、七聖、加藤が濃厚接触者に認定され4月18日まで休演となる。
6月12日、『SAY-LA LIVE DVD BOX 「Stage Libraries」』発売。
6月18日、『レコチョク presents SAY-LA  EX THEATER ROPPONGI ワンマン「約束の三年目　〜今ここから描き出す物語〜」supported by WIZY』( EX THEATER ROPPONGI)を開催。
10月12日、6thシングル『水色ラフレシア』リリース。休養中の星奈を除く、7人体制でリリース。
12月1日、椎名ここは新メンバーとして加入。
2022年9月4日、七聖が渋谷GUILTYで行われた公演をもって卒業。
11月29日、7thシングル『運命マグネット』リリース。
2023年7月12日、BABY TO KISSから長谷川あきが昇格し新メンバーとして加入。8月2日に池袋リヴォイス「SAY-LA新体制お披露目ライブ」にてお披露目。
9月15日、学業専念のため活動を休止している星奈が卒業発表。同日付をもって卒業。
10月14日、BABY TO KISSから花園あきが昇格し新メンバーとして加入。10月16日の配信番組『MiX MUSIC Vol.36』から合流する。10月19日に新宿ReNYで開催される『IDOL☆STAR -LIGHT- vol.1』よりライブ出演となる。
12月5日、8thシングル『青春イグノランス』リリース。12月4日付オリコンデイリーチャートで1位獲得。

### 2024年 - 現在：グループ新体制
2024年1月16日、藤沢がZepp Shinjukuで行われたワンマンライブ「約束の継承 -藤沢泉美卒業SP-」公演をもって卒業。1月17日、咲山が2代目リーダーとして就任。
3月8日、体調不良により活動を休止しているももちももが4月4日にGOTANDA G2で行われた卒業公演をもって卒業することを発表。卒業に伴い、5月30日に開催が予定され『ももちももプロデュース公演』については中止となる。
6月4日、沙藤まなかは2024年秋を目処に卒業・芸能活動引退することを発表。
7月12日、新メンバー4名の加入を発表。7月20・21日出演する『関ヶ原唄姫合戦』でお披露目予定だが、後ほど複数メンバーが体調不良のため延期。9月3日、当初加入予定するメンバーを変更し、神崎セナ・桜未奈星・とわん の3名は最終メンバーとして加入を発表。
8月22日、ビザの更新に伴い花園あきは10月上旬まで一時活動休止することを発表。9月21日、Spotify O-nestで行われた「MARQUEE祭 mini Vol.219」にて8人体制でお披露目。

## 作品

### シングル

#### CDシングル
順位はオリコンの発表するCDシングル週間ランキングでの最高位
| # | リリース日     | タイトル               | 販売形態                         | 規格品番 | 収録曲 | 週間 チャート |
| - | -------------- | ---------------------- | -------------------------------- | -------- | --- | ------------- |
| 1 | 2016年11月22日 | こじらせ片想い         | A-type(CD)                       | IGET-1   | 1. こじらせ片想い 2. どうして、ミレンジャー 3. こじらせ片想い(off vocal version) 4. どうして、ミレンジャー(off vocal version) | 24位          |
| 1 | 2016年11月22日 | こじらせ片想い         | B-type(CD)                       | IGET-2   | 1. こじらせ片想い 2. 1/2×2 3. こじらせ片想い(off vocal version) 4. 1/2×2(off vocal version) | 24位          |
| 1 | 2016年11月22日 | こじらせ片想い         | C-type(CD)                       | IGET-3   | 1. こじらせ片想い 2. ずるいよ 3. こじらせ片想い(off vocal version) 4. ずるいよ(off vocal version) | 24位          |
| 1 | 2016年11月22日 | こじらせ片想い         | D-type(CD)                       | IGET-4   | 1. こじらせ片想い 2. I LOVE YOU 3. こじらせ片想い(off vocal version) 4. I LOVE YOU(off vocal version) | 24位          |
| 2 | 2018年1月2日   | 3000年に一度のハピネス | A-type(CD)                       | IGET-5   | 1. 3000年に一度のハピネス 2. 恋する君に恋してる 3. MARIA 4. 3000年に一度のハピネス(off vocal version) 5. 恋する君に恋してる(off vocal version) 6. MARIA(off vocal version) | 3位           |
| 2 | 2018年1月2日   | 3000年に一度のハピネス | B-type(CD)                       | IGET-6   | 1. 3000年に一度のハピネス 2. 恋する君に恋してる 3. BELIEVE 4. 3000年に一度のハピネス(off vocal version) 5. 恋する君に恋してる(off vocal version) 6. BELIEVE(off vocal version) | 3位           |
| 3 | 2019年1月1日   | YES, 肯定ペンギン      | A-type(CD)                       | IGET-7   | 1. YES, 肯定ペンギン 2. 胸熱アンドロメダ 3. ガチ恋ペペロンチーノ 4. 三年後の約束 5. YES, 肯定ペンギン(off vocal version) 6. 胸熱アンドロメダ(off vocal version) 7. ガチ恋ペペロンチーノ(off vocal version) 8. 三年後の約束(off vocal version) | 3位           |
| 3 | 2019年1月1日   | YES, 肯定ペンギン      | B-type(CD)                       | IGET-8   | 1. YES, 肯定ペンギン 2. 胸熱アンドロメダ 3. ガチ恋ペペロンチーノ 4. 三年後の約束 5. YES, 肯定ペンギン(off vocal version) 6. 胸熱アンドロメダ(off vocal version) 7. ガチ恋ペペロンチーノ(off vocal version) 8. 三年後の約束(off vocal version) | 3位           |
| 4 | 2019年8月27日  | 正統派の夏が来る       | A-type(CD)                       | IGET-9   | 1. 正統派の夏が来る 2. 初恋カルボナーラ 3. 友達ウェディングベル 4. 愛呼吸 5. 正統派の夏が来る(off vocal version) 6. 初恋カルボナーラ(off vocal version) 7. 友達ウェディングベル(off vocal version) 8. 愛呼吸(off vocal version) | 8位           |
| 4 | 2019年8月27日  | 正統派の夏が来る       | B-type(CD)                       | IGET-10  | 1. 正統派の夏が来る 2. 初恋カルボナーラ 3. 友達ウェディングベル 4. 愛呼吸 5. 正統派の夏が来る(off vocal version) 6. 初恋カルボナーラ(off vocal version) 7. 友達ウェディングベル(off vocal version) 8. 愛呼吸(off vocal version) | 8位           |
| 4 | 2019年8月27日  | 正統派の夏が来る       | C-type(CD)(レコチョクWIZY限定盤) | IGET-11  | 1. 正統派の夏が来る 2. 初恋カルボナーラ 3. 友達ウェディングベル 4. 愛呼吸 5. 正統派の夏が来る(off vocal version) 6. 初恋カルボナーラ(off vocal version) 7. 友達ウェディングベル(off vocal version) 8. 愛呼吸(off vocal version) | 8位           |
| 5 | 2020年8月18日  | 感情リバーシブル       | A-type(CD)                       | IGET-14  | 1. 感情リバーシブル 2. WE ARE ALL ONE (SAY-LA version) 3. 黒歴史イカスミパスタ 4. ごめんなさい 5. 感情リバーシブル(off vocal version) 6. WE ARE ALL ONE (SAY-LA version)(off vocal version) 7. 黒歴史イカスミパスタ(off vocal version) 8. ごめんなさい(off vocal version) | 8位           |
| 5 | 2020年8月18日  | 感情リバーシブル       | B-type(CD)                       | IGET-15  | 1. 感情リバーシブル 2. WE ARE ALL ONE (SAY-LA version) 3. 黒歴史イカスミパスタ 4. ごめんなさい 5. 感情リバーシブル(off vocal version) 6. WE ARE ALL ONE (SAY-LA version)(off vocal version) 7. 黒歴史イカスミパスタ(off vocal version) 8. ごめんなさい(off vocal version) | 8位           |
| 6 | 2021年10月12日 | 水色ラフレシア         | A-type(CD)                       | IGET-18  | 1. 水色ラフレシア 2. 純愛ペスカトーレ 3. かけがえないLove & Peace 4. 約束の三年目 〜今ここから描き出す物語〜 5. 水色ラフレシア(off vocal version) 6. 純愛ペスカトーレ(off vocal version) 7. かけがえないLove & Peace(off vocal version) 8. 約束の三年目 〜今ここから描き出す物語〜(off vocal version)                                                                                                 | 9位           |
| 6 | 2021年10月12日 | 水色ラフレシア         | B-type(CD)                       | IGET-19  | 1. 水色ラフレシア 2. 純愛ペスカトーレ 3. かけがえないLove & Peace 4. 約束の三年目 〜今ここから描き出す物語〜 5. 水色ラフレシア(off vocal version) 6. 純愛ペスカトーレ(off vocal version) 7. かけがえないLove & Peace(off vocal version) 8. 約束の三年目 〜今ここから描き出す物語〜(off vocal version)                                                                                                 | 9位           |
| 7 | 2022年11月29日 | 運命マグネット         | A-type(CD)                       | IGET-22  | 1. 運命マグネット 2. ボロボロ・ボロネーゼ 3. BBQマシュマロ 4. THIS IS ME～心の泉～(藤沢泉美solo) 5. 運命マグネット(off vocal version) 6. ボロボロ・ボロネーゼ(off vocal version) 7. BBQマシュマロ(off vocal version) 8. THIS IS ME～心の泉～(藤沢泉美solo off vocal version) | 12位          |
| 7 | 2022年11月29日 | 運命マグネット         | B-type(CD)                       | IGET-23  | 1. 運命マグネット 2. ボロボロ・ボロネーゼ 3. BBQマシュマロ 4. THIS IS ME～心の泉～(藤沢泉美solo) 5. 運命マグネット(off vocal version) 6. ボロボロ・ボロネーゼ(off vocal version) 7. BBQマシュマロ(off vocal version) 8. THIS IS ME～心の泉～(藤沢泉美solo off vocal version) | 12位          |
| 8 | 2023年12月5日  | 青春イグノランス       | A-type(CD)                       | IGET-24  | 1. 青春イグノランス 2. LOVE DICTIONARY 3. 永遠ナポリタン 4. Salt & Sugar （しおもん / 咲山しほ＆沙藤まなか) 5. 青春イグノランス(off vocal version) 6. LOVE DICTIONARY(off vocal version) 7. 永遠ナポリタン(off vocal version) 8. Salt & Sugar （しおもん / 咲山しほ＆沙藤まなか)(off vocal version)                                                                                                   | 9位           |
| 8 | 2023年12月5日  | 青春イグノランス       | B-type(CD)                       | IGET-25  | 1. 青春イグノランス 2. LOVE DICTIONARY 3. 永遠ナポリタン 4. Salt & Sugar （しおもん / 咲山しほ＆沙藤まなか) 5. 青春イグノランス(off vocal version) 6. LOVE DICTIONARY(off vocal version) 7. 永遠ナポリタン(off vocal version) 8. Salt & Sugar （しおもん / 咲山しほ＆沙藤まなか)(off vocal version)                                                                                                   | 9位           |
| 9 | 2025年1月21日  | 星空シャンデリア       | A-type(CD)                       | IGET-30  | 1. 星空シャンデリア 2. 討伐ドーナツ 3. パンチョ LOVE (スパゲッティーのパンチョ応援ソング) 4. ファイナル・ラウンド&ラウンド (しおもん /咲山しほ、沙藤まなか) 5. 星空シャンデリア(off vocal version) 6. 討伐ドーナツ(off vocal version) 7. パンチョ LOVE (スパゲッティーのパンチョ応援ソング) (off vocal version) 8. ファイナル・ラウンド&ラウンド (しおもん /咲山しほ、沙藤まなか) (off vocal version) | 10位          |
| 9 | 2025年1月21日  | 星空シャンデリア       | B-type(CD)                       | IGET-31  | 1. 星空シャンデリア 2. 討伐ドーナツ 3. パンチョ LOVE (スパゲッティーのパンチョ応援ソング) 4. ファイナル・ラウンド&ラウンド (しおもん /咲山しほ、沙藤まなか) 5. 星空シャンデリア(off vocal version) 6. 討伐ドーナツ(off vocal version) 7. パンチョ LOVE (スパゲッティーのパンチョ応援ソング) (off vocal version) 8. ファイナル・ラウンド&ラウンド (しおもん /咲山しほ、沙藤まなか) (off vocal version) | 10位          |

#### 配信限定シングル
| # | 配信日        | タイトル                           | 収録曲                                                                                    | 備考                              |
| - | ------------- | ---------------------------------- | ----------------------------------------------------------------------------------------- | --------------------------------- |
| 1 | 2024年2月14日 | GET THE VALENTINE (SAY-LA version) | 1. GET THE VALENTINE (SAY-LA version) 2. GET THE VALENTINE (SAY-LA version)(Instrumental) | READY TO KISSとの共通楽曲同時配信 |

### アルバム
| # | リリース日    | タイトル   | 販売形態       | 規格品番 | 収録曲 | 週間 チャート |
| - | ------------- | ---------- | -------------- | -------- | --- | ------------- |
| 1 | 2024年5月14日 | RISTORANTE | 通常盤(CD)     | IGET-026 | 1. 絶対PROMISE ME 2. GET THE VALENTINE (SAY-LA version) 3. 永遠ナポリタン 4. ボロボロ・ボロネーゼ 5. 純愛ペスカトーレ 6. 黒歴史イカスミパスタ 7. 初恋カルボナーラ 8. ガチ恋ペペロンチーノ 9. 青春イグノランス 10. 運命マグネット 11. 水色ラフレシア 12. 感情リバーシブル 13. 正統派の夏が来る 14. YES,肯定ペンギン 15. 3000年に一度のハピネス 16. こじらせ片想い (2024 version) | 27位          |
| 1 | 2024年5月14日 | RISTORANTE | 限定盤(CD+DVD) | IGET-027 | CD収録曲は通常盤と共通 DVD ワンマンライブ「約束の継承 -藤沢泉美卒業SP-」2024年1月16日＠Zepp Shinjuku 1. 運命マグネット 2. 愛呼吸 3. 永遠ナポリタン 4. YES, 肯定ペンギン 5. 3000年に一度のハピネス 6. ボロボロ・ボロネーゼ 7. 黒歴史イカスミパスタ 8. 正統派の夏が来る 9. Salt & Sugar（しおもん / 咲山しほ＆沙藤まなか) 10. THIS IS ME -心の泉-(藤沢泉美solo) 11. 約束の三年目 12. 青春イグノランス 13. LOVE DICTIONARY 14. 水色ラフレシア 15. 胸熱アンドロメダ 16. BELIEVE 17. さよなら(藤沢泉美solo) 18. 三年後の約束 19. こじらせ片想い 20. I LOVE YOU | 27位          |

### 映像作品
| # | リリース日    | タイトル                                                               | 規格    | 規格品番 | 週間 チャート | 備考 |
| - | ------------- | ---------------------------------------------------------------------- | ------- | -------- | ------------- | --- |
| 1 | 2017年7月19日 | こじらせ記念日                                                         | DVD     | IGETV-1  | 6位           | 2016年8月に開催された天原瑠理デビュー公演ならびに、2017年4月に開催された森のんの生誕祭のライブ映像をミックス編集 |
| 2 | 2018年9月12日 | ドキュメンタリームービー序章「BELIEVE」                                | DVD     | IGETV-2  |               | 2018年6月に開催されたワンマンライブ『レコチョクpresents SAY-LA渋谷クラブクアトロ単独公演 supported by WIZY』の発表から本番当日、さらに後日の打ち上げまでメンバーに密着したドキュメント映像                                                                        |
| 3 | 2018年9月12日 | Live movie2018.6.1「胸熱渋谷クラブクアトロ単独公演」                   | DVD     | IGETV-3  |               | 2018年6月に渋谷クラブクワトロで開催されたワンマンライブ全14曲の映像を完全収録 |
| - | 2019年1月16日 | live movie2018.9.13「渋谷O-EAST単独公演」                              | DVD     | IGETV-4  | -             | I-GETオンラインショップ限定。 |
| - | 2021年6月12日 | Stage Libraries                                                        | DVD-BOX | IGETV-7  | -             | I-GETオンラインショップ限定。2019年から2021年年始に行われたワンマンライブ全5本の模様を収録した豪華版5枚組DVD／初回限定特別仕様 1. 2021/1/4 渋谷O-EAST 2. 2020/10/29 渋谷WWW 3. 2020/1/2 渋谷O-EAST (Bonus Disc) 4. 2019/8/10 渋谷STREAM HALL 5. 2019/4/3 渋谷WWWX |
| 4 | 2022年2月22日 | EX THEATER ROPPONGIワンマン2021 約束の三年目～今ここから描き出す物語～ | DVD     | IGETV-10 | 19位          | 2021年6月に行った六本木EXシアターでのワンマンライブの模様を全編収録! 特典映像として、休養中の星奈さなと新加入の椎名ここのコメント映像も収録される。 |

## 出演

### テレビ
- 東京アイドル戦線 ▽特集:神宿 活動3周年ライブ▽IDOL FASHIONA…… （2017年10月5日、テレビ東京）[64]
- 水トク!「犯人に告ぐ!盗聴盗撮 怒りの追跡バスターズ」（2017年10月11日、TBS）[64]
- バズリズム02（2018年1月5日、日本テレビ）[64]
- Tune（フジテレビ）[64]
  - フジバラナイト FRI（2019年1月11日）
  - フジバラナイト SAT（2019年8月17日 - 9月15日）
  - フジテレビからの!（2020年8月6日 - 8月27日）
- Love music（2019年8月25日、フジテレビ）[64]

### 書籍

#### 写真集
- SAY-LA 1st写真集「四年目の再始動 -FROM SHIBUYA-」（2018年6月1日、天使かよ！）[65]